# Њу Блумингтон (Охајо)
Њу Блумингтон (енгл. New Bloomington) град је у америчкој савезној држави Охајо.

## Демографија
По попису из 2010. године број становника је 515, што је 33 (-6,0%) становника мање него 2000. године.
| Група             | 2000.       | 2010.       |
| Белци             | 524 (95,6%) | 433 (84,1%) |
| Афроамериканци    | 1 (0,2%)    | 2 (0,4%)    |
| Азијати           | 0 (0,0%)    | 1 (0,2%)    |
| Хиспаноамериканци | 15 (2,7%)   | 74 (14,4%)  |
| Укупно            | 548         | 515         |